# 로즈 대학교
로즈 대학교(Rhodes University)는 남아프리카 공화국에 있는 대학교이다.